# Condado de Jasper (Georgia)
El condado de Jasper (en inglés: Jasper County), fundado en 1807, es uno de 159 condados del estado estadounidense de Georgia. En el año 2007 el condado tenía una población de 13 291 habitantes y una densidad poblacional de 15 personas por km². La sede del condado es Monticello.

## Geografía
Según la Oficina del Censo, el condado tiene un área total de 968 km² (373,7 mi²), de la cual 959 km² (370,3 mi²) es tierra y 8 km² (3,1 mi²) (0.85%) es agua.

### Condados adyacentes
- Condado de Morgan (noreste)
- Condado de Putnam (este)
- Condado de Jones (sur)
- Condado de Monroe (suroeste)
- Condado de Butts (oeste)
- Condado de Newton (noroeste)

## Demografía
Según el censo de 2000, los ingresos medios por hogar en el condado eran de $39 890, y los ingresos medios por familia eran $43 271. Los hombres tenían unos ingresos medios de $32 351 frente a los $21 785 para las mujeres. La renta per cápita para el condado era de $19 249. Alrededor del 14.20% de la población estaban por debajo del umbral de pobreza.

## Transporte

### Principales carreteras
- Ruta Estatal de Georgia 11
- Ruta Estatal de Georgia 16
- Ruta Estatal de Georgia 83
- Ruta Estatal de Georgia 142
- Ruta Estatal de Georgia 212

## Localidades
- Monticello
- Shady Dale
- Hillsboro
- Mansfield
- Newborn